# Тодтнау
Тодтнау (нім. Todtnau) — місто в Німеччині, знаходиться в землі Баден-Вюртемберг. Підпорядковується адміністративному округу Фрайбург. Входить до складу району Леррах.
Площа — 69,60 км2. Населення становить 4823 ос. (станом на 31 грудня 2020).